# Eric Janse de Jonge
Eric Jan Janse de Jonge (Dordrecht, 2 augustus 1957) is een Nederlandse politicus van het CDA en van juni 2007 tot juni 2011 lid van de Eerste Kamer der Staten Generaal voor deze partij. Van 2002 tot 2007 was hij lid van Gedeputeerde Staten van Noord-Brabant. Voor zijn politieke carrière was Janse de Jonge veertien jaar docent staats- en bestuursrecht aan de universiteit van Tilburg (1984-1999) en werkzaam voor de gemeente Helmond als hoofd van de afdeling bestuurs- en juridische zaken (1999-2002). Van december 2007 tot augustus 2008 was hij waarnemend burgemeester van de gemeente Aalburg.
Van 2007 tot 2011 was hij eerst voorzitter van de commissie stedelijke distributie, en later Ambassadeur stedelijke distributie op het Ministerie van Verkeer en Waterstaat. Van 2013 tot 2020 was hij onafhankelijk voorzitter van het Nationaal Openbaar Vervoer Beraad (NOVB) te Den Haag. Daarnaast is hij voorzitter van de Vereniging voor Binnenhavens te Rotterdam.
Van 2017 tot 2018 was Janse de Jonge lid van de Staatscommissie parlementair stelsel. De Staatscommissie presenteerde op 13 december 2018 het eindrapport 'Lage drempels, hoge dijken. Democratie en rechtsstaat in balans’. Sinds juli 2017 is hij lid van het Adviescollege Toetsing Regeldruk (ATR) in Den Haag.
In 2020 publiceerde hij de tweede druk van zijn boek "Amerikaans staatsrecht. Beschouwingen over de rule of law, staatsinstellingen en politiek in de Verenigde Staten van Noord-Amerika". Ook in 2020 publiceerde hij het boek "Macht en tegenmacht in Amerika. De stand van de rechtsstaat en democratie in de VS". Verder publiceerde hij ruim 140 artikelen in boeken, tijdschriften en kranten.
- Parlement.com: vhjogfpxy8uw